# 小行星118378
小行星118378是海王星外天體，位於古柏帶中，基特峰國家天文台於1999年發現該天體。它與海王星成4:7的軌道共振。